# Hyundai HD160/HD170
Hyundai HD160/HD170 и Hyundai D0710 — серия автобусов, производившихся с 1977 по 1982 год южнокорейской компанией Hyundai Motors в качестве преемников Hyundai R-Series.

## HD160 (1977—1981)
Hyundai HD160 являлась первой моделью семейства автобусов Hyundai HD. Представляет собой модернизацию Hyundai R-Series с кузовом CCMC, произведённым в Австралии.
Первоначально HD160 являлся туричстическим автобусом. С 1978 года в семейство входил городской автобус, выпускавшийся для китайского рынка под названием Wanhaeng.
Производство завершилось летом 1981 года.

## HD170 (1977—1982)
HD170 являлся удлинённой версией HD160 с двигателем MAN D0846HM-U объёмом 7255 см3, выпущенным по лицензии Korea Machines Doosan. Автобус выпускался до января 1982 года.

## D0710 (1977—1981)
D0710 являлся 25-местным автобусом на базе HD160. Выпускался до декабря 1981 года.